# ARV General Soublette (F-24)
La fregata venezuelana General Soublette è la quarta di sei unità missilistiche della classe Mariscal Sucre tipo Lupo che il Venezuela ordinò ai cantieri italiani nel 1975 e che costruite tra il 1976 e il 1979 entrarono in servizio tra il  1980 e il 1982.
Il General Soublette è stato costruito nel Cantiere navale di Riva Trigoso in Italia ed è entrato in servizio nella marina venezuelana il 4 dicembre 1981.
Nel corso degli anni ha partecipato ad importanti esercitazioni navali internazionali ed è stata protagonista dell'esercitazione multinazionale UNITAS.
Col cambio di nome della forza navale venezuelana, il prefisso dell'unità è diventato da ARV a AB (Armada Bolivariana).